# Luka Romero
Luka Romero Bezzana (Durango, Durango, México; 18 de noviembre de 2004) es un futbolista argentino nacido en México, que se desempeña como extremo derecho o centrocampista en el Club de Fútbol Cruz Azul de la Primera División de México.

## Carrera deportiva
Luka Romero nació el 18 de noviembre de 2004 en Victoria de Durango, México, de padre y madre argentinos, debido a que su padre, Diego Romero, era futbolista del Club de Fútbol Alacranes de Durango en ese momento. Tres años después, se establecieron en Villanueva de Córdoba, Andalucía, España. Posteriormente, se mudaron a Estepona, provincia de Málaga, donde Romero asistió a una escuela de fútbol local. En 2011, se trasladaron a Formentera, Islas Baleares, y Romero comenzó a jugar en las divisiones inferiores de la Sociedad Deportiva Formentera. Ese mismo año, siendo recomendado por Horacio Gaggioli, Romero hizo una prueba para el Fútbol Club Barcelona y la superó, pero en ese momento tenía 7 años, y el F. C. Barcelona no permite que jugadores menores de 10 años vivan en La Masía, y sus padres no pudieron transportarlo a Barcelona por problemas laborales por lo cual el fichaje fue cancelado. En 2013, se mudaron a Ibiza y Romero comenzó a jugar en los equipos juveniles del Penya Esportiva Sant Jordi antes de mudarse a Mallorca un año después.
De 2011 a 2015, Romero anotó 230 goles en 108 partidos en las divisiones inferiores de distintos clubes.

### R. C. D. Mallorca (2020-21)
En 2015 participó en un programa de telerrealidad de fútbol para niños de 10 y 11 años llamado Campions producido por IB3. La producción eligió a Iván Campo y Gustavo Siviero, ambos exjugadores del Real Club Deportivo Mallorca, para seleccionar a los participantes; posteriormente, Siviero recomendó a Romero al R. C. D. Mallorca. Ese mismo año, fichó por el club bermellón para jugar en las categorías inferiores.
El 16 de junio de 2020 fue convocado por primera vez en un partido de Primera División ante el Villarreal Club de Fútbol, pero no jugó. El 24 de junio debutó en Primera División frente al Real Madrid Club de Fútbol, convirtiéndose con 15 años y 219 días en el debutante más joven en la historia de la liga.
El 29 de noviembre marcó su primer gol como profesional en una victoria por 4-0 frente a Unión Deportiva Logroñés en un partido de Segunda División y a la edad de 16 años y 11 días se convirtió en el segundo futbolista más joven de la historia en marcar en Segunda División.

### S. S. Lazio (2021-23)

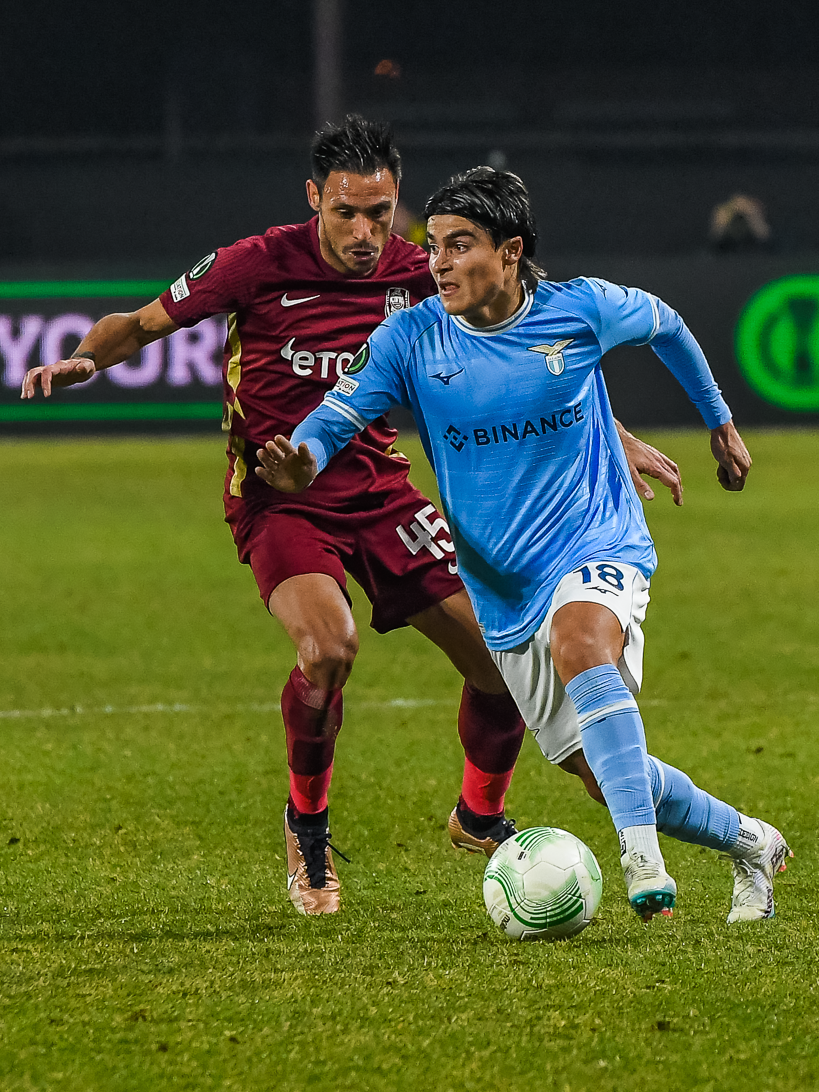
Romero, superando con el balón a Camora, en un partido de la Liga Europa de la UEFA contra el F. C. C. F. R. 1907 Cluj en 2023.

En junio de 2021, firmó un contrato de tres años con el club Società Sportiva Lazio de la Serie A por 300 000 euros cada temporada, y el club anunció su fichaje el 19 de agosto.
El 28 de agosto se convirtió en el jugador más joven de la historia de la Lazio en la Serie A, debutando en la segunda jornada de la temporada 2021-22, sustituyendo a Felipe Anderson en el minuto 80 en una victoria por 6-1 sobre el Spezia Calcio.
El 18 de enero de 2022 debutó en la Copa Italia, reemplazando a Felipe Anderson en la prórroga en la victoria por 1-0 sobre el Udinese Calcio en octavos de final.
Hizo su debut en la Liga Europa de la UEFA el 15 de septiembre, durante la temporada 2022-23, reemplazando a Ciro Immobile en el minuto 76 en la derrota por 5-1 ante el Football Club Midtjylland. En la última jornada de la fase de grupos, en la derrota por 1-0 ante el Feyenoord de Róterdam, entró en el minuto 81 y recibió la primera tarjeta roja de su carrera mediante una segunda amonestación en el minuto seis de la primera prórroga, tras haber recibido una tarjeta amarilla en el minuto anterior.
El 10 de noviembre, a la edad de 17 años y 357 días, marcó su primer gol con la S. S. Lazio en una victoria por 1-0 sobre el Associazione Calcio Monza, convirtiéndose en el jugador argentino más joven en marcar en la Serie A y el segundo jugador más joven del club en anotar.

### A. C. Milan (2023-2025)
Tras la finalización de su contrato con la S. S. Lazio el 30 de junio de 2023, Romero firmó un contrato con la Associazione Calcio Milan el 6 de julio hasta el 30 de junio de 2027.
El 27 de septiembre debutó en la Serie A con el club, en la temporada 2023-24, sustituyendo a Christian Pulisic en el minuto 69 ante el Cagliari Calcio en una victoria por 3-1.
Hizo su primera aparición en la Copa Italia con el equipo, como titular, el 2 de enero de 2024, en la victoria por 4-1 sobre el Cagliari Calcio en octavos de final, siendo sustituido en el minuto 71 por Christian Pulisic.

#### Préstamo a U. D. Almería (2024)
Romero formó parte de la Unión Deportiva Almería de la Primera División de España el 22 de enero de 2024, tras ser cedido por el A. C. Milan hasta el 30 de junio del mismo año sin opción de compra.
Disputó su primer partido con el club en la temporada 2023-24 el 26 de enero de 2024, ante el Deportivo Alavés en la derrota por 3-0, entró en el minuto 79 en sustitución de Sergio Arribas.
El 24 de febrero jugó su primer partido como titular ante el Club Atlético de Madrid en el empate 2-2 en el que Romero marcó dos goles para empatar el partido y su primer gol con el equipo. Marcó su primer gol en el minuto 27, asistido por Marc Pubill, después de que Ángel Correa marcara en el minuto 2. Su segundo gol llegó en el minuto 64, asistido por Jonathan Viera, después de que Rodrigo de Paul marcara en el minuto 57, posteriormente sería sustituido en el minuto 69 por Sergio Arribas.
El 1 de marzo, durante la derrota por 0-1 ante el Real Club Celta de Vigo, Romero se resbaló en el césped húmedo al intentar alcanzar el balón, que había sido alejado en una disputa entre él y Fran Beltrán. Luca de la Torre y el compañero de Romero, Marc Pubill, intentaron llegar al balón, De la Torre llegó primero y debido a esto, Pubill intentó una barrida para quitarle el balón, pero falló cuando de la Torre saltó sobre él, lo que provocó que Pubill accidentalmente pateara el lado derecho de la cara de Romero con su bota en el proceso. Tras la lesión de Romero, fue inmediatamente sustituido por Léo Baptistão, siendo retirado del campo en camilla con un collarín cervical y trasladado a un hospital local de Vigo para evaluación médica. Inicialmente, varios medios de comunicación locales señalaron que Romero posiblemente habría sufrido una fractura mandibular, pero después de una tomografía computarizada se indicó que la lesión solo había producido inflamación y hematoma en esa zona de su rostro. Romero recibió el alta ese mismo día para poder regresar al hotel con la plantilla.
El 12 de mayo, en la derrota por 3-2 ante el Real Betis Balompié, logró marcar el segundo gol del Almería en el minuto 66, apenas un minuto después de salir del banquillo en sustitución de Baptistão. Alejandro Muñiz Ruiz, el árbitro principal del encuentro, recibió en la cabina del VAR una comunicación de Valentín Pizarro Gómez sobre un presunto fuera de juego de Romero, sin embargo, finalmente se decidió que se encontraba en posición legal y se convalidó el gol. El resultado de la decisión generó polémica ya que varios medios de comunicación, como Fran Martínez de Relevo y Jesús Sevillano de ABC, consideraron fuera de juego a Romero.
Durante su cesión en el U. D. Almería, lograría marcar tres goles en trece partidos con el club, sin embargo, el mal desempeño del equipo en la temporada, logrando sólo ganar un partido en 33 jornadas, causaría su descenso a la Segunda División del fútbol español al final de la temporada. Posteriormente, el período de cesión de Romero también llegaría a su fin y regresaría al A. C. Milan.

#### Préstamo a D. Alavés (2024)
Romero se incorporaría al Deportivo Alavés de la Primera División de España el 23 de julio de 2024, tras ser cedido por el A.C. Milan por un año con opción de compra por 7 millones de euros.
Romero debutó como titular con la plantilla el 16 de agosto, primera jornada de la temporada 2024-25, en la derrota por 2-1 ante el R. C. Celta de Vigo, siendo sustituido en el minuto 57 por Hugo Novoa.
Disputaría su primer partido con el club en un torneo nacional el 29 de octubre de 2024, en la primera ronda de la edición 2024-25 de la Copa del Rey, como titular en la victoria por 1-0 sobre la Sociedad Deportiva Compostela de la Segunda Federación, antes de ser sustituido en el minuto 78 por Antonio Blanco Conde.

## Selección nacional

### Elección del equipo nacional: México, España o Argentina
Nacido en México en una familia argentina y trasladado a España a una edad temprana, Romero tiene los tres pasaportes y es elegible para representar internacionalmente a las tres selecciones nacionales. Pese a recibir propuestas de España y México, estas fueron descartadas por Romero quien ya había elegido representar a Argentina y explicó en una entrevista en el sitio web oficial de la Asociación del Fútbol Argentino (AFA) que «toda mi familia es argentina; mi sueño es vestir la camiseta albiceleste».

#### Recomendación a la AFA
El agente de fútbol argentino Marcelo Rodríguez fue quien recomendó a Romero a la AFA, cuando lo conoció en un viaje a España el 28 de abril de 2018. Rodríguez visitó Mallorca para ver al nacido en España, Nicolás Baratucci, hijo del exfutbolista argentino Luis Baratucci, previamente Rodríguez había revisado el contrato que recibió Nicolás Baratucci del R. C. D. Mallorca. Se reunió con padre e hijo en Palma, donde pudo ver un partido del hispano-argentino, después de que se terminará el partido empezó a ver un partido donde jugaba Romero y al final de este conoció a Diego Romero y, según Rodríguez en una entrevista con El Diario de Balcarce, resumidamente le dijo «yo soy "Lelo" Rodríguez, amigo del "Perro" (apodo de Luis Baratucci), no te prometo nada pero créeme que voy a hacer lo imposible para que a tu hijo lo citen a la selección, porque tiene nivel para jugar en las juveniles tranquilamente». Ese mismo día, Rodríguez lo recomendó mediante un correo electrónico al entonces coordinador general de selecciones juveniles de la AFA, Hermes Desio. En el correo electrónico, Romero fue descrito como «un zurdo que le gusta encarar desde la derecha, que tiene un gran control orientado, que es guapo (en este caso como sinónimo de "valiente"), encarador y que ya juega contra pibes más grandes». Finalmente, Desio se reunió con Fabián Lovato, director encargado de las categorías juveniles de la AFA, quien aprobó la recomendación.

### Juvenil
Representó a Argentina en la categoría Sub-15 en el Campeonato Sudamericano Sub-15 de 2019, donde Argentina quedó en segundo lugar. En el campeonato, anotó el cuarto gol en la victoria por 6-0 contra Chile y el primer gol en la victoria por 2-0 sobre Uruguay.
En marzo de 2020 fue convocado para representar a Argentina en la categoría Sub-17 en el Torneo Montaigu de ese año, pero la competencia fue cancelada debido a la pandemia de COVID-19.

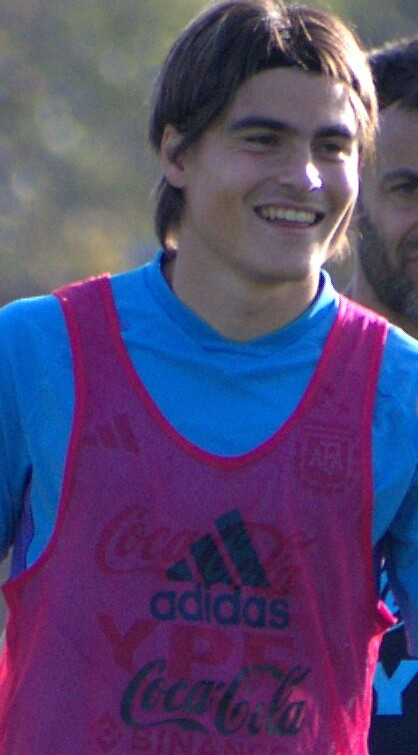
Romero durante un entrenamiento previo al Mundial Sub-20 el 13 de mayo de 2023.

El 18 de abril de 2023 fue incluido por Javier Mascherano en la lista preliminar de Argentina para la Copa Mundial de Fútbol Sub-20 de ese año, que se llevó a cabo en el mismo país, y Romero fue incluido en la convocatoria final el 3 de mayo. A pesar de la eliminación de Argentina en los octavos de final en una derrota por 2-0 ante Nigeria, anotó en la fase de grupos del torneo, marcando el segundo gol en la victoria por 3-0 sobre Guatemala y el tercer gol en la victoria por 5-0 ante Nueva Zelanda, en este último partido, también asistió a Gino Infantino a marcar el segundo gol del partido a los 16 minutos.

#### Participaciones en Copas del Mundo
| Mundial                  | Sede      | Resultado        | Part. | Goles | Asist. |
| ------------------------ | --------- | ---------------- | ----- | ----- | ------ |
| Copa Mundial Sub-20 2023 | Argentina | Octavos de final | 4     | 2     | 1      |

### Absoluta
El 18 de marzo de 2022 fue convocado por Lionel Scaloni a la Argentina para la doble fecha eliminatoria rumbo a la Copa Mundial de Catar, frente a Venezuela y Ecuador, habiendo sido incluido previamente en la lista preliminar el 6 de marzo, Romero no jugó ningún partido. En octubre del mismo año, fue incluido en la lista preliminar para la Copa Mundial, pero no fue incluido en la convocatoria final.

## Vida personal
Luka es hijo de Vanina Bezzana y del exfutbolista Diego Romero, es sobrino de los exfutbolistas Flavio y Alfredo Bezzana, y nieto del entrenador formativo José «Pepe» Romero. Tobías Romero, su hermano gemelo, también es futbolista y se desempeña como arquero. A diferencia de Luka, Tobías juega para México y ha representado a la selección en la categoría Sub-17.
El club de fútbol argentino Quilmes Atlético Club anunció a Romero como socio honorario y Embajador Internacional de La Juventud a través de una videoconferencia el 31 de julio de 2020. Días antes de la videoconferencia, Romero fue entrevistado y preguntado sobre su relación con los clubes de Argentina, a lo que respondió: «No tengo preferencia por ningún club. Bueno, Quilmes, porque ahí jugó mi papá... soy de Quilmes por mi familia. Cuando fui allá (Argentina) lo que más me gustó fue la pasión, cómo se viven los partidos. Fui a ver Quilmes-Racing, también a la Bombonera y a la cancha de River para ver a Quilmes».
Romero es fanático de Lionel Messi y Diego Maradona, y ha declarado que se inspira y aprende viendo videos de futbolistas como Juan Román Riquelme, Paulo Dybala, Luka Modrić e Isco.

## Estadísticas

### Clubes
Actualizado de acuerdo al último partido el 11 de agosto de 2025.
| R. C. D. Mallorca España | 1.ª           | 2019-20       | 1  | 0 | 0 | 0 | 0 | 0 | 0  | 0 | 0 | 1  | 0 | 0 | 0    |
| R. C. D. Mallorca España | 2.ª           | 2020-21       | 6  | 1 | 0 | 2 | 0 | 0 | —  | — | — | 8  | 1 | 0 | 0.13 |
| R. C. D. Mallorca España | Total club    | Total club    | 7  | 1 | 0 | 2 | 0 | 0 | 0  | 0 | 0 | 9  | 1 | 0 | 0.11 |
| S. S. Lazio · Italia | 1.ª           | 2021-22       | 8  | 0 | 0 | 1 | 0 | 0 | 0  | 0 | 0 | 9  | 0 | 0 | 0    |
| S. S. Lazio · Italia | 1.ª           | 2022-23       | 6  | 1 | 0 | 1 | 0 | 0 | 5  | 0 | 0 | 12 | 1 | 0 | 0.08 |
| S. S. Lazio · Italia | Total club    | Total club    | 14 | 1 | 0 | 2 | 0 | 0 | 5  | 0 | 0 | 21 | 1 | 0 | 0.05 |
| A. C. Milan · Italia | 1.ª           | 2023-24       | 4  | 0 | 0 | 1 | 0 | 0 | 0  | 0 | 0 | 5  | 0 | 0 | 0    |
| A. C. Milan · Italia | Total club    | Total club    | 4  | 0 | 0 | 1 | 0 | 0 | 0  | 0 | 0 | 5  | 0 | 0 | 0    |
| U. D. Almería · España | 1.ª           | 2023-24       | 13 | 3 | 0 | 0 | 0 | 0 | 0  | 0 | 0 | 13 | 3 | 0 | 0.23 |
| U. D. Almería · España | Total club    | Total club    | 13 | 3 | 0 | 0 | 0 | 0 | 0  | 0 | 0 | 13 | 3 | 0 | 0.23 |
| D. Alavés · España | 1.ª           | 2024-25       | 6  | 0 | 0 | 2 | 0 | 0 | 0  | 0 | 0 | 8  | 0 | 0 | 0    |
| D. Alavés · España | Total club    | Total club    | 6  | 0 | 0 | 2 | 0 | 0 | 0  | 0 | 0 | 8  | 0 | 0 | 0    |
| C. F. Cruz Azul · México | 1.ª           | 2024-25       | 17 | 2 | 1 | — | — | — | 6  | 1 | 0 | 23 | 3 | 1 | 0.25 |
| C. F. Cruz Azul · México | 1.ª           | 2025-26       | 4  | 0 | 0 | — | — | — | 3  | 0 | 0 | 7  | 0 | 0 | 0    |
| C. F. Cruz Azul · México | Total club    | Total club    | 21 | 2 | 1 | 0 | 0 | 0 | 9  | 1 | 0 | 30 | 3 | 1 | 0.33 |
| Total carrera | Total carrera | Total carrera | 65 | 7 | 1 | 7 | 0 | 0 | 14 | 1 | 0 | 88 | 8 | 1 | 0.1  |
| (1) Incluye datos de la Copa del Rey y Copa Italia. (2) Incluye datos de la UEFA Europa League y Liga Europa Conferencia de la UEFA. (3) No incluye goles en partidos amistosos. |               |               |    |   |   |   |   |   |    |   |   |    |   |   |      |

## Palmarés

### Títulos internacionales
| Título                           | Club      | Sede   | Año  |
| -------------------------------- | --------- | ------ | ---- |
| Copa de Campeones de la Concacaf | Cruz Azul | México | 2025 |

### Distinciones individuales
| Distinción                                                                                  | Año  |
| ------------------------------------------------------------------------------------------- | ---- |
| Entre los 60 mejores jóvenes talentos del fútbol mundial nacidos en 2004 según The Guardian | 2021 |